# Tino Thömel
Tino Thömel, né le 6 juin 1988 à Berlin, est un coureur cycliste allemand.

## Biographie

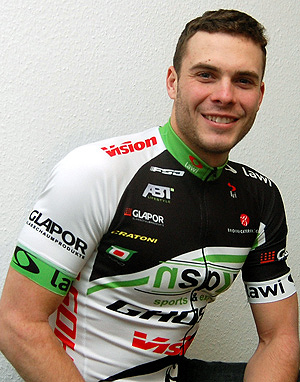
Tino Thömel, membre de NSP-Ghost en 2013.

Membre en 2015 de l'équipe continentale asiatique RTS-Santic Racing, il remporte au sprint la cinquième étape du Tour de Taïwan, la huitième du Tour de Corée et la septième du Tour de Hainan.
Il met un terme à sa carrière cycliste à l'issue de la saison 2018. 

## Palmarès
- 2006
  -  Championnat d'Allemagne de la course aux points juniors
  - 3e du championnat d'Allemagne de poursuite par équipes juniors
- 2008
  - 3e étape du Tour de Brandebourg
- 2010
  - Grand Prix de Francfort espoirs
  - 1re (contre-la-montre par équipes) et 2e étapes du Tour de Berlin
  - 1re et 4e étapes du Tour d'Alanya
  - 3e du Tour du Loir-et-Cher
  - 3e du championnat d'Allemagne de poursuite par équipes
- 2011
  - 8e étape du Tour de Normandie
  - 1re et 5e étapes du Tour de Grèce
  - 3e étape du Szlakiem Grodów Piastowskich
  - 2e étape de l'Oberösterreich Rundfahrt
- 2012
  - 3e étape du Szlakiem Grodów Piastowskich
  - 2e de la Gooikse Pijl
  - 3e du Kernen Omloop Echt-Susteren
- 2013
  - 6e étape du Tour de Normandie
  - Tour du Loir-et-Cher :
    - Classement général
    - 1re, 3e et 5e étapes

  - 3e étape du Szlakiem Grodów Piastowskich
  - 2e du Kernen Omloop Echt-Susteren
- 2014
  - 6e étape du Tour de Chine I
- 2015
  - 5e étape du Tour de Taïwan
  - 8e étape du Tour de Corée
  - 7e étape du Tour de Hainan
  - 2e étape du Tour of Yancheng Coastal Wetlands
- 2016
  - 2e étape du Tour de Chine II
- 2017
  - 3e étape du Tour d'Ukraine

## Classements mondiaux
| Année           | 2009 | 2010 | 2011 | 2012 | 2013 | 2014 | 2015 | 2016 |
| --------------- | ---- | ---- | ---- | ---- | ---- | ---- | ---- | ---- |
| UCI Asia Tour   |      |      |      |      |      | 63e  | 35e  | 309e |
| UCI Europe Tour | 817e | 136e | 119e | 180e | 57e  | 750e |      |      |